# Le Point-du-Jour (Troyes)
Le Point-du-Jour est un quartier situé au centre de la ville de Troyes.